# Nguyễn Thị Định
Ne doit pas être confondu avec Nguyễn Thị Định (Tài nhân).
Nguyễn Thị Định (15 mars 1920 - 26 août 1992) était une militaire et femme politique vietnamienne. Elle fut la première femme générale de l'armée populaire vietnamienne pendant la guerre du Vietnam.
Son rôle dans la guerre était celui de commandante adjointe du Front de libération nationale et était décrite comme « la plus importante femme révolutionnaire du Sud de la guerre ». 
En outre, elle était commandante d'une force entièrement féminine connue sous le nom d'Armée aux cheveux longs, qui se livrait à l'espionnage et à la lutte contre l'ARVN et les forces américaines.

## Biographie

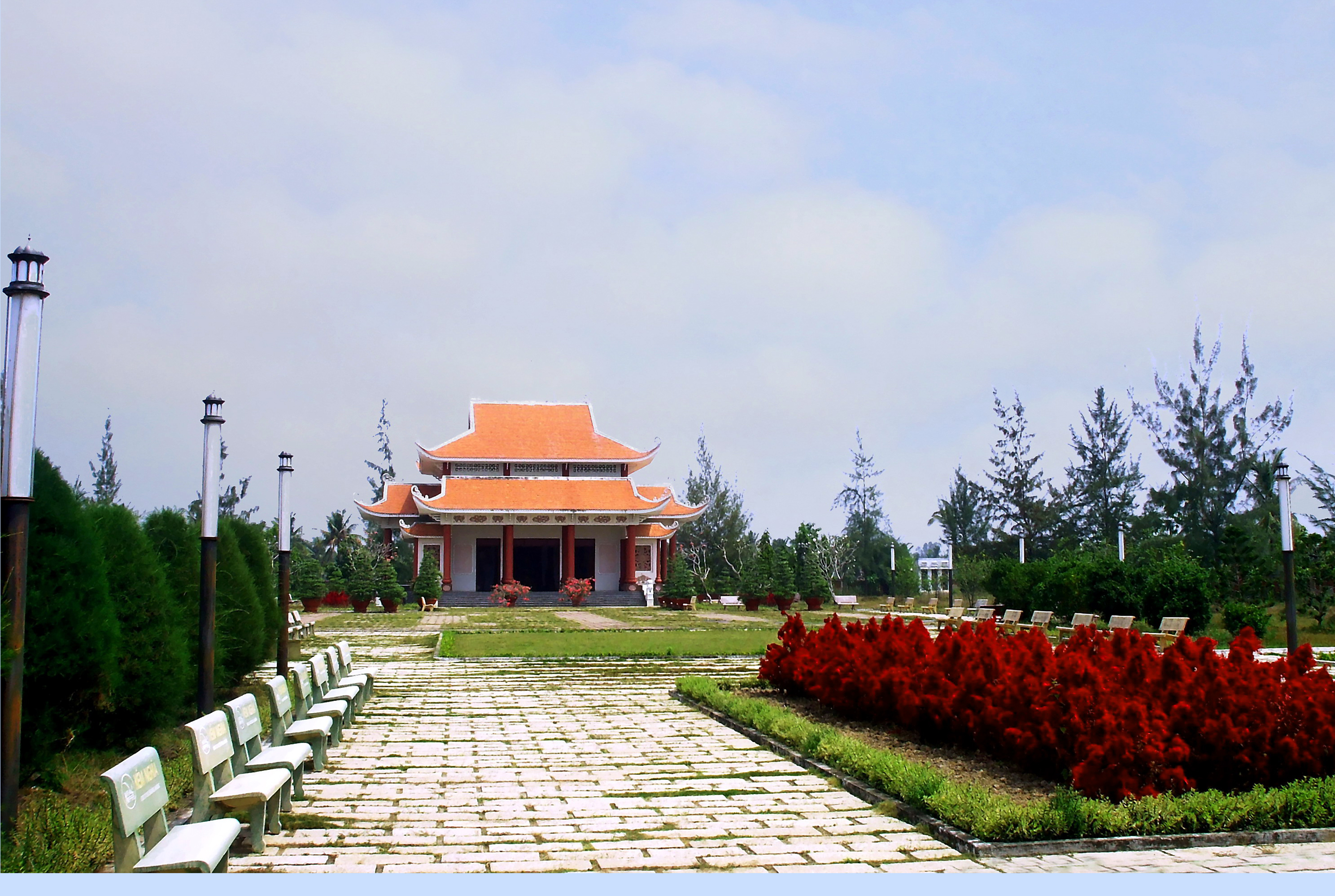
Temple commémoratif à Nguyễn Thị Định.

Nguyễn Thị Định est issue d'une famille paysanne de la province de Bến Tre et s'est battue contre les Français aux côtés des forces du Viet Minh. Elle fut arrêtée et incarcérée par les autorités coloniales françaises entre 1940 et 1943. Au cours de cette période, alors qu'elle était incarcérée par les autorités françaises, elle a perdu son premier mari et son premier enfant.
Elle participa à une insurrection à Bến Tre en 1945 et à nouveau en 1960 (contre le gouvernement de Ngô Đình Diệm). Elle fut membre fondateur du Front de libération nationale (FNL). En 1965, elle fut élue présidente de l'Association de libération des femmes du Sud-Vietnam, que Ho Chi Minh a baptisée « guerrières aux cheveux longs ». Une partie des membres du Front de libération nationale étaient des femmes et beaucoup étaient attirées par la promesse de changements dans le rôle des femmes dans la société.  
Après la guerre et la réunification du Vietnam, Nguyễn Thị Định fut membre du comité central du parti communiste vietnamien et devint la première femme major général à servir dans l'armée populaire du Vietnam. Elle fut également l'un des vice-présidents du Conseil d'État de 1987 jusqu'à sa mort en 1992. Avec Nguyễn Thị Bình, elle fut l'une des deux femmes leaders du communisme vietnamien les plus en vue. Elle reçut en 1967 le prix Lénine pour la paix et a été nommée, en 1995, présidente à titre posthume du héros des forces armées du peuple.[réf. nécessaire]
Ses mémoires ont été traduits et publiés par Cornell University Press en 1976. Nguyễn Thị Định a été interviewée par Stanley Karnow pour le documentaire Vietnam: A History History. Elle a contribué la pièce L'armée tressée et à l'anthologie de 1984 intitulée Sisterhood Is Global: l'anthologie du mouvement international des femmes, dirigée par Robin Morgan.